# På marmorklipporna
På marmorklipporna (tyska: Auf den Marmorklippen) är en roman från 1939 av den tyske författaren Ernst Jünger. Den handlar om två eremitbröder vars tillvaro hotas av en ociviliserad diktator, kallad ”överjägmästaren” (i den senare översättningen "överskogvaktaren"). Handlingen var inspirerad av Jünger och hans bror Friedrich Georg Jüngers tillvaro strax efter Nationalsocialistiska tyska arbetarepartiets makttillträde. Boken har tolkats som en ren attack mot regeringen, något Jünger själv sade sig inte vilja begränsa den till, då han ansåg den behandla tidlösa teman. Det drömska stämningen mellan fantasi och verklighet har gjort att roman betraktas som en minor classic i den magiskt realistiska traditionen.

## Utgivning
Boken utgavs 1939 genom Hanseatische Verlagsanstalt i Hamburg. Den utkom första gången på svenska 1950 i översättning av Bertil Malmberg. År 1960 gavs en reviderad version ut i Tyskland. Malmbergs översättning gavs ut på nytt 1976, med ändringar av Stig Jonasson efter Jüngers revidering. År 2011 gavs en nyöversättning av Hans Blomqvist och Erik Ågren ut på Bokförlaget Bakhåll.

## Mottagande
Boken recenserades 2011 i Tidningen Kulturen av Nikanor Teratologen, som skrev: "På marmorklipporna har sin styrka i textens sagoskimrande och pojkboksäventyrsliknande atmosfär, naturiakttagelsernas andaktsmättade påtaglighet, samt det faktum att den förmedlar en genuint ädel antipati gentemot all världens gemena tortyrmästare och skändlighetsentreprenörer." Recensenten menade vidare att boken saknar liv i sin gestaltning och att handlingen ibland befinner sig "på randen till det ofrivilligt komiska", samt att viktiga kvaliteter från några av Jüngers senare verk saknas. Recensionen avslutades: "Ändock är det självklart en bok man bör läsa och äga, den är en del av ett mäktigt och egensinnigt författarskap och har trots bristerna mycket att berätta bl.a. om hur man kan omvandla sin tids 'mauretaniska' maktstrider till en legendskimrande mytdiktning."
Fredrik Sjöberg skrev samma år i Svenska Dagbladet: "Somliga romaner överlever allt. En av dem är Ernst Jüngers På Marmorklipporna, en klassiker som på sin tid Werner Aspenström jämställde med Kafkas främsta verk, och bedömde som styvare än Orwells 1984." Sjöberg jämförde den nya översättningen med den tidigare, och menade att den innehöll åtskilliga förbättringar. Särskilt gällde detta bokens skildringar av botanik och zoologi, där nyöversättningen återupprättat flera exempel på subtil symbolik, även om en del misstag blivit kvar. Sjöberg skrev: "Hans Blomqvist och Erik Ågren kan lika fullt vara nöjda med sitt arbete. Språket lever och tonerna är rena."